# Friedrich Dollmann

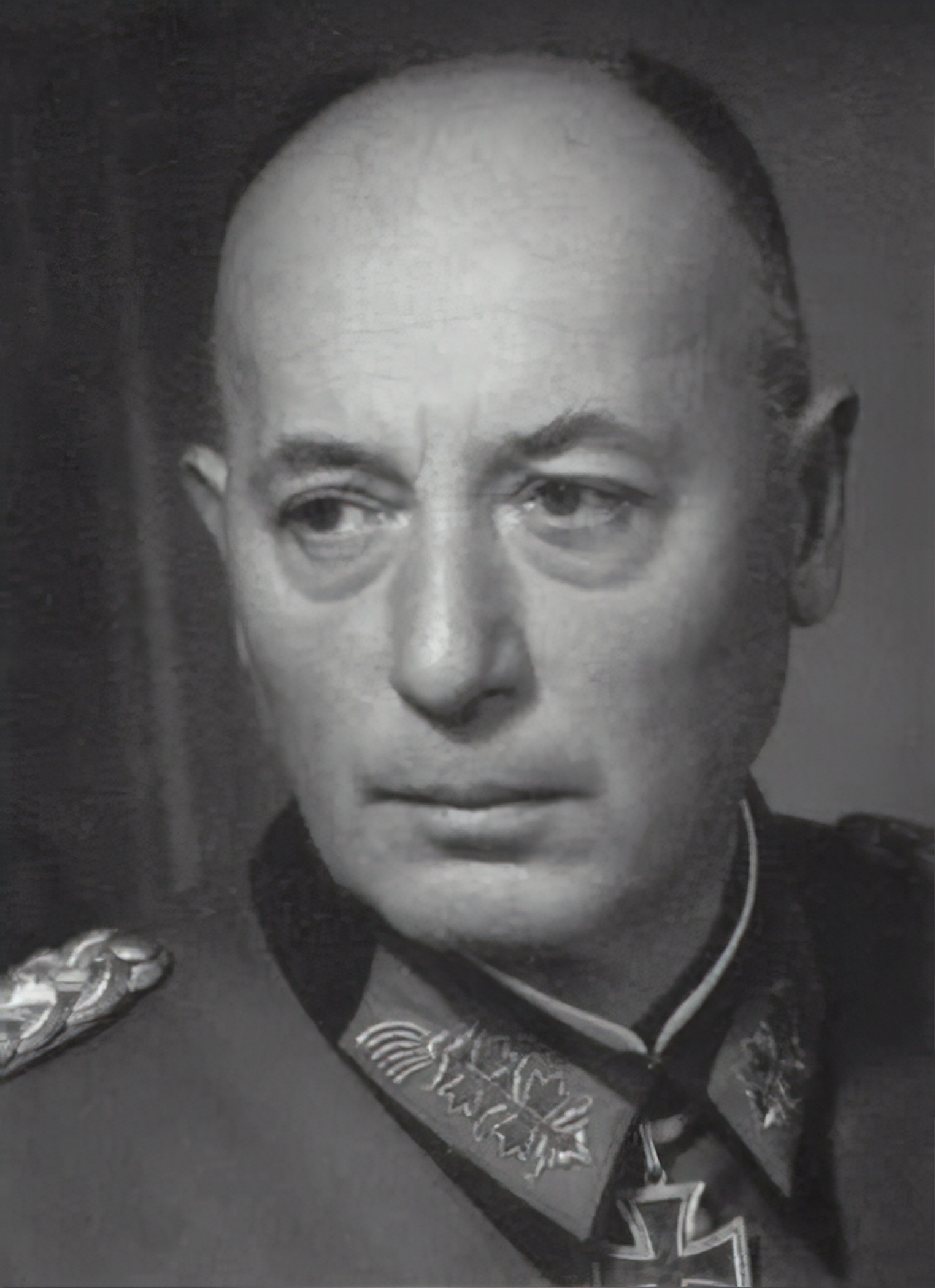
Friedrich Dollmann (1941)

Friedrich Karl Albert Dollmann (* 2. Februar 1882 in Würzburg; † 28. Juni 1944 in Le Mans) war ein deutscher Heeresoffizier (ab 1940 Generaloberst).
Dollmann diente bis zum Ende des Ersten Weltkrieges bei der bayerischen Armee. Danach stieg er in Reichswehr und Wehrmacht schnell auf. Während des Zweiten Weltkrieges befehligte Dollmann die 7. Armee. Sie war zunächst an der deutschen Westgrenze und ab Sommer 1940 im besetzten Frankreich stationiert. Die Leitung der gescheiterten Abwehr der anglo-amerikanischen Landung in der Normandie ab dem 6. Juni 1944 lag in den ersten Tagen maßgeblich in Dollmanns Händen. Nach der Kapitulation der zur Festung erklärten Stadt Cherbourg wurde Dollmann von Hitler seines Kommandos enthoben. Kurz darauf starb er, nach den offiziellen Unterlagen an einem Herzinfarkt, nach anderen Darstellungen beging er Suizid.

## Leben

### Familie
Friedrich Dollmann war der Sohn des gleichnamigen Stabsauditeurs der bayerischen Armee und dessen Ehefrau Maria, geborene Kirschbaum. Dollmann heiratete 1919 Margareta Jaeger, mit der er ein Kind bekam.

### Bayerische Armee
Im Alter von 17 Jahren trat Dollmann am 15. Juli 1899 als Fahnenjunker in das 1. Feldartillerie-Regiment „Prinzregent Luitpold“ der Bayerischen Armee ein. Zum 1. Oktober 1900 wurde er zum 7. Feldartillerie-Regiment „Prinzregent Luitpold“ versetzt, das für die nächsten Jahre sein Stammtruppenteil blieb. Während der folgenden Jahre besuchte Dollmann die Kriegsschule in München (1900/01), wurde im Anschluss Leutnant und lernte in der Gewehrfabrik Amberg (1903) sowie in der Artillerie- und Ingenieur-Schule (1904). Danach diente er von 1905 bis 1909 als Abteilungsadjutant in seinem Regiment. Im Sommer 1909 qualifizierte er sich erfolgreich für die Kriegsakademie, die er vom 1. Oktober 1909 bis zum 30. September 1912 besuchte und die ihm die Qualifikation für die Höhere Adjutantur aussprach.
Beim Beginn des Ersten Weltkrieges war Hauptmann Dollmann Adjutant der 1. Artillerie-Brigade (seit dem 23. Januar 1913). Er wurde auf dieser Position an der Westfront eingesetzt und übernahm am 19. Oktober 1916 das Kommando über die I. Abteilung des 7. Feldartillerie-Regiments. Nach etwa einem Jahr erfolgte am 5. November 1917 die Versetzung als Zweiter Generalstabsoffizier in den Stab der 6. Infanterie-Division unter Generalleutnant Karl Ritter von Riedl. Aber schon nach wenigen Wochen wurde Dollmann erneut versetzt; diesmal in den bayerischen Generalstab, von wo aus er am 21. Januar 1918 dem Kommando der 6. Armee als Offizier z. b. V. zugeteilt wurde.
Im Verlauf des Krieges wurde Dollmann mit dem Eisernen Kreuz II. und I. Klasse, dem Bayerischen Militärverdienstorden IV. Klasse mit Schwertern und Krone sowie mit dem Bayerischen Dienstauszeichnungskreuz II. Klasse ausgezeichnet.

### Zwischenkriegszeit
Nach dem Waffenstillstand von Compiègne (11. November 1918) kehrte Dollmann im Zuge der Demobilisierung am 17. Dezember 1918 auf seinen ursprünglichen Posten als Adjutant der 1. Feldartillerie-Brigade zurück. In den nächsten Monaten hatte er, bedingt durch die Revolutionszeit, rasch aufeinander folgenden Dienststellungen inne. Am 16. März 1919 wurde er in das Ministerium für militärische Angelegenheiten berufen und dort zur Friedenskommission des Generalstabes kommandiert. Dies war wahrscheinlich der Tatsache geschuldet, dass er sowohl Englisch als auch Französisch sprach. Nachdem diese abgeschlossen war, diente er ab dem 13. Juni in der Zentralstelle des Generalstabes, bevor er ab dem 4. Juli wieder im Ministerium arbeitete. Ab dem 1. Oktober 1919 diente Dollmann schließlich als Generalstabsoffizier im neu eingerichteten Gruppenkommando IV der Vorläufigen Reichswehr in München. Diesen Posten behielt er ein Jahr lang.
Ab dem 1. Oktober 1920 wurde Dollmann kurzzeitig als Adjutant des Artillerie-Kommandeurs 21 eingesetzt, bevor er ab dem 1. Januar 1921 im Stab des Artillerieführers VII verwendet wurde. Erst am 1. April 1923 erfolgte eine neue Verwendung, als Dollmann zum Stab der 7. (Bayerische) Division versetzt wurde. Am 1. Dezember 1927 gelangte er, nachdem er wenige Monate zuvor zum Oberstleutnant befördert worden war, zur Einarbeitung in die I. Abteilung des 7. (Bayerisches) Artillerie-Regiments nach Würzburg. Am 1. Februar 1928 übernahm er diese Einheit als Kommandeur. Nach mehr als anderthalb Jahren gab er das Kommando ab und übernahm zum 1. Oktober 1929 den Posten des Chefs des Generalstabes der 7. (Bayerische) Division. Während der nächsten Jahre folgten einige Verwendungen in höheren Artilleriekommandos. Er kommandierte als Oberst das 6. (Preußisches) Artillerie-Regiment (ab 1. Februar 1931) in Minden, war Artillerieführer VII (ab 1. Oktober 1932) und anschließend als Inspekteur der Artillerie im Reichswehrministerium (ab 1. Februar 1933). Im Oktober 1933 stieg er zum Generalleutnant auf. Nach einer kurzen Verwendung als Kommandeur der Heeresdienststelle Kassel (ab 1. Oktober 1934) wurde er zum 1. Mai 1935 Befehlshaber des Wehrkreises IX mit Sitz in Kassel und Kommandierenden General des IX. Armeekorps ernannt. In dieser Position stieg er 1936 in den Rang eines Generals der Artillerie auf.

### Dollmann und der Nationalsozialismus
Historiker, die sich mit Dollmann befasst haben, waren sich ursprünglich weitgehend einig, dass der General selbst kein Nationalsozialist gewesen sei, auch wenn er pro-Nazi attitudes („pro-Nazi-Einstellungen“) gezeigt habe. Der Historiker Klaus-Jürgen Müller schrieb 1969, alle Erlasse von Dollmann hätten „einen besonderen nationalsozialistischen Impetus“. und deshalb „doch eine stärkere Hinneigung zum Nationalsozialismus angenommen werden“ müsse.
So hielt er in einem Erlass vom 8. Februar 1935 seine Offiziere dazu an, enger mit der NSDAP zu kooperieren. Im letzten Abschnitt des Schreibens forderte er sogar, „Offiziere, die sich nicht voll und ganz innerlich und äußerlich den Forderungen des nationalsozialistischen Staates fügen können, aus der Wehrmacht zu entfernen.“ Wie aus einem weiteren Erlass vom 28. Januar 1936 hervorgeht, forderte Dollmann von seinen Dienststellen, den unbedingten Führungsanspruch der NSDAP anzuerkennen und darauf hinzuwirken, dass die Gesinnung und Haltung eines jeden Offiziers „positiv und nationalsozialistisch“ werde. Die Ehefrauen der Offiziere sollten sich aktiv in der NS-Frauenschaft einbringen. Er befahl, in den Offiziersmessen Bilder von Kaiser Wilhelm II. zu entfernen, sie allenfalls in Traditionsräumen aufzuhängen und stattdessen Bilder von Hitler aufzuhängen.
Obwohl selbst Katholik, nahm Dollmann auch die Militärgeistlichen nicht von seinen Forderungen zur Kooperation mit dem NS-Regime aus. Im März 1936 schrieb er zum Beispiel: „Die Wehrmacht als einer der Träger des nationalsozialistischen Staates verlangt von Ihnen als Militärpfarrer jederzeit ein klares und rückhaltloses Bekenntnis zu Führer, Staat und Volk.“
Nach Ansicht der Historiker Samuel W. Mitcham und Gene Mueller waren Dollmanns Beförderungen seit 1936 wesentlich auf sein politisches Engagement zurückzuführen. Allerdings habe er später während der Besatzungszeit in Frankreich Zweifel am Nationalsozialismus bekommen.

### Zweiter Weltkrieg

#### Am Westwall

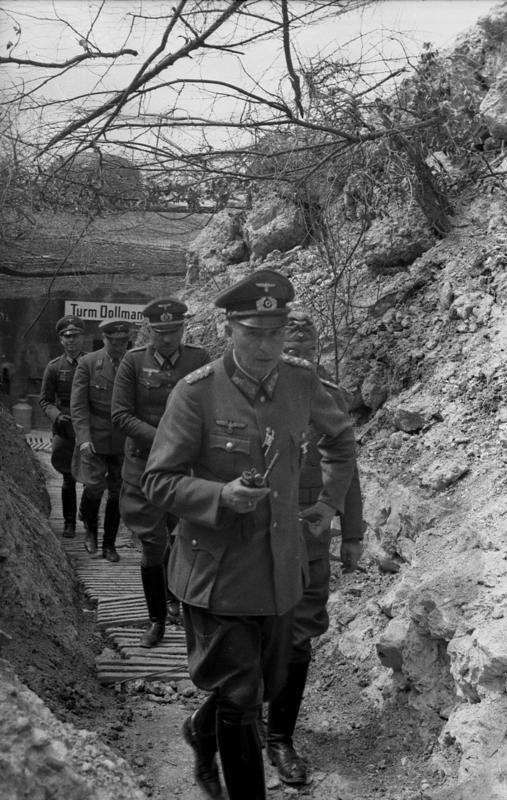
General der Artillerie Dollmann bei der Besichtigung von Stellungen am Isteiner Klotz (Frühjahr 1940)

Einige Tage vor Beginn des Zweiten Weltkrieges wurde Dollmann am 27. August 1939 Oberbefehlshaber der 7. Armee, die im Bereich der Heeresgruppe C (Generaloberst Wilhelm Ritter von Leeb) am Oberrhein zum Schutz der deutschen Westgrenze eingesetzt wurde. Dort waren die französischen Truppen fast inaktiv (Sitzkrieg#Saar-Offensive).
Dollmanns Verbände sollten in dieser Phase einen bevorstehenden deutschen Angriff gegen den oberen Rhein und die Schweiz vortäuschen. Zu diesem Zweck ließ Dollmann viele Truppenverlegungen und Täuschungsmanöver durchführen; diese erfüllten ihren Zweck.
Erst in der letzten Phase des Westfeldzuges (→ Fall Rot) kam Dollmanns Armee zum Einsatz. Die Heeresgruppe C ging am 14. Juni 1940 zur Offensive gegen die Rhein-Linie vor. Die 7. Armee nahm Colmar und Straßburg ein und durchbrach am äußersten linken (südlichen) Flügel der Front die französische Maginot-Linie. Danach gelang ihr in der Nähe der Grenze zur Schweiz die Vereinigung mit der Panzergruppe Guderian, womit die etwa 200.000 Mann starke französische Heeresgruppe 3 (2., 3., 5. und 8. Armee) eingeschlossen wurde. Frankreich kapitulierte am 22. Juni 1940. Die Offensive der 7. Armee war angesichts des sich abzeichnenden Zusammenbruchs der französischen Armee eigentlich unnötig geworden. Allerdings sollte das als „urdeutsch“ angesehene Elsaß-Lothringen propagandistisch wirksam erobert und nicht bloß besetzt werden.
Am 19. Juli 1940 zeichnete Hitler zahlreiche hohe Generäle aus. Es gab zahlreiche Beförderungen. Dollmann wurde Generaloberst, nachdem er bereits am 24. Juni das Ritterkreuz des Eisernen Kreuzes erhalten hatte.

#### Besatzungszeit in Frankreich
Dollmanns AOK 7 blieb nach der Niederlage Frankreichs als Besatzung im Westen. Er war neben Erwin von Witzleben der einzige Oberbefehlshaber des Westfeldzuges, der nicht zum Krieg gegen die Sowjetunion herangezogen wurde. Der Grund dafür ist nur zu vermuten. Dollmann galt zwar nicht als regimekritisch, aber wahrscheinlich als zu unflexibel und fachlich ungeeignet. Der neue Verantwortungsbereich erstreckte sich von der Seine bis zur Loire. Er vernachlässigte in dieser Funktion die Vorbereitung der Küste zur Verteidigung. Erst als sein Kommando im Dezember 1943 der Heeresgruppe B von Generalfeldmarschall Erwin Rommel unterstellt wurde, bemühte sich Dollmann um den Ausbau in Rommels Sinne. Dagegen behauptete sein Chef des Stabes später, Dollmann habe „mit allen nur möglichen Aushilfen“ versucht, seinen Verteidigungsabschnitt zu stärken, doch sei er dabei nicht von der übergeordneten Führung unterstützt worden. Tatsächlich wies Dollmann schon im September 1942 darauf hin, dass die personelle Schwäche es nicht erlaube, weitere Geschützstellungen zu bauen und im Ernstfall zu besetzen. Stattdessen trat er für unverzügliche Gegenstöße an den „Brennpunkten“ der Küste ein, wie sie im größeren Rahmen später auch Rommel forderte.
Dollmann soll während der Besatzungszeit um ein gutes Auskommen mit der französischen Bevölkerung bemüht gewesen sein. Er nahm häufig an Gottesdiensten teil und besuchte Kathedralen und Museen. Auch bei den Kämpfen in der Normandie ab Juni 1944 setzte er sich sehr für den Schutz zivilen Eigentums ein und drohte deutschen Plünderern harte Strafen an. Gleichzeitig verfiel er in Frankreich in Depressionen und ließ sich gehen. Galt er 1917 noch als zäh und ausdauernd, so legte er nun erheblich an Gewicht zu. In dieser Zeit verschlechterte sich Dollmanns Gesundheitszustand rapide. Er residierte in Le Mans und wurde dort immer fettleibiger. Generalleutnant Friedrich von Broich erzählte 1944 in britischer Gefangenschaft seinen Mitgefangenen: „Dollmann hatte schon vor zwei Jahren solch' einen Kopf, der hat immer viel Rotwein getrunken und Riesenzigarren geraucht, und das wirkt sich ja im Laufe der Zeit dann aus.“ Gravierender war vielleicht, dass er über vier Jahre hinweg an keinem Frontkommando beteiligt war und deshalb bezüglich der Entwicklungen in Panzertaktik und den Folgen der alliierten Luftüberlegenheit keine eigenen Erfahrungen hatte. Auf die Herausforderungen, welche die Landung in der Normandie an ihn stellen würde, war er deshalb nicht vorbereitet. Dennoch war er ein erfahrener Befehlshaber und deshalb gibt es, wie Richard Brett-Smith betonte, keinen Grund anzunehmen, er sei unfähig gewesen. Tatsächlich beurteilte ihn ein Gutachten der Alliierten noch kurz vor der Invasion 1944 als „Experte in der Verteidigung.“ Der Befehlshaber der Panzergruppe West Leo Geyr von Schweppenburg bestätigte Dollmann später ein wesentlich besseres Verständnis für den Einsatz der Panzertruppen als anderen Befehlshabern. Allerdings sei die 7. Armee im Sommer 1944 im Ausbau der Stellungen im Vergleich zur benachbarten 1. Armee etwa sechs Wochen in Verzug gewesen.

#### Normandie 1944

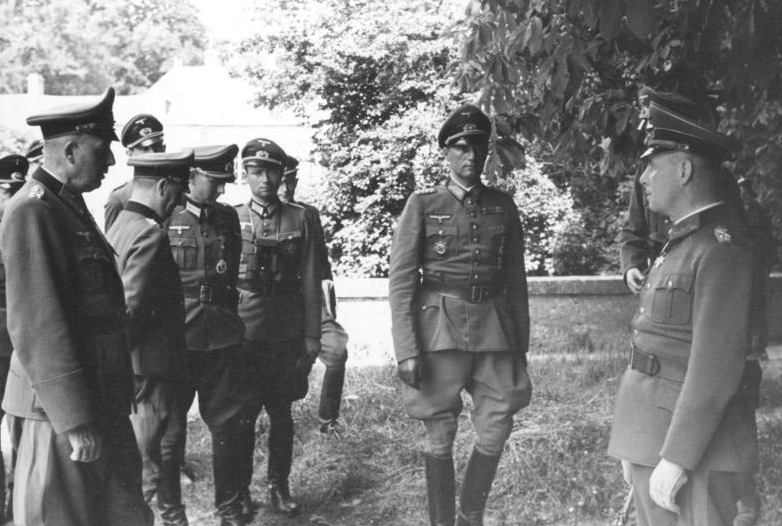
Generaloberst Dollmann (links) im Gespräch mit Generalleutnant Edgar Feuchtinger (2. v. r.) und Generalfeldmarschall Erwin Rommel (Frankreich 1944)

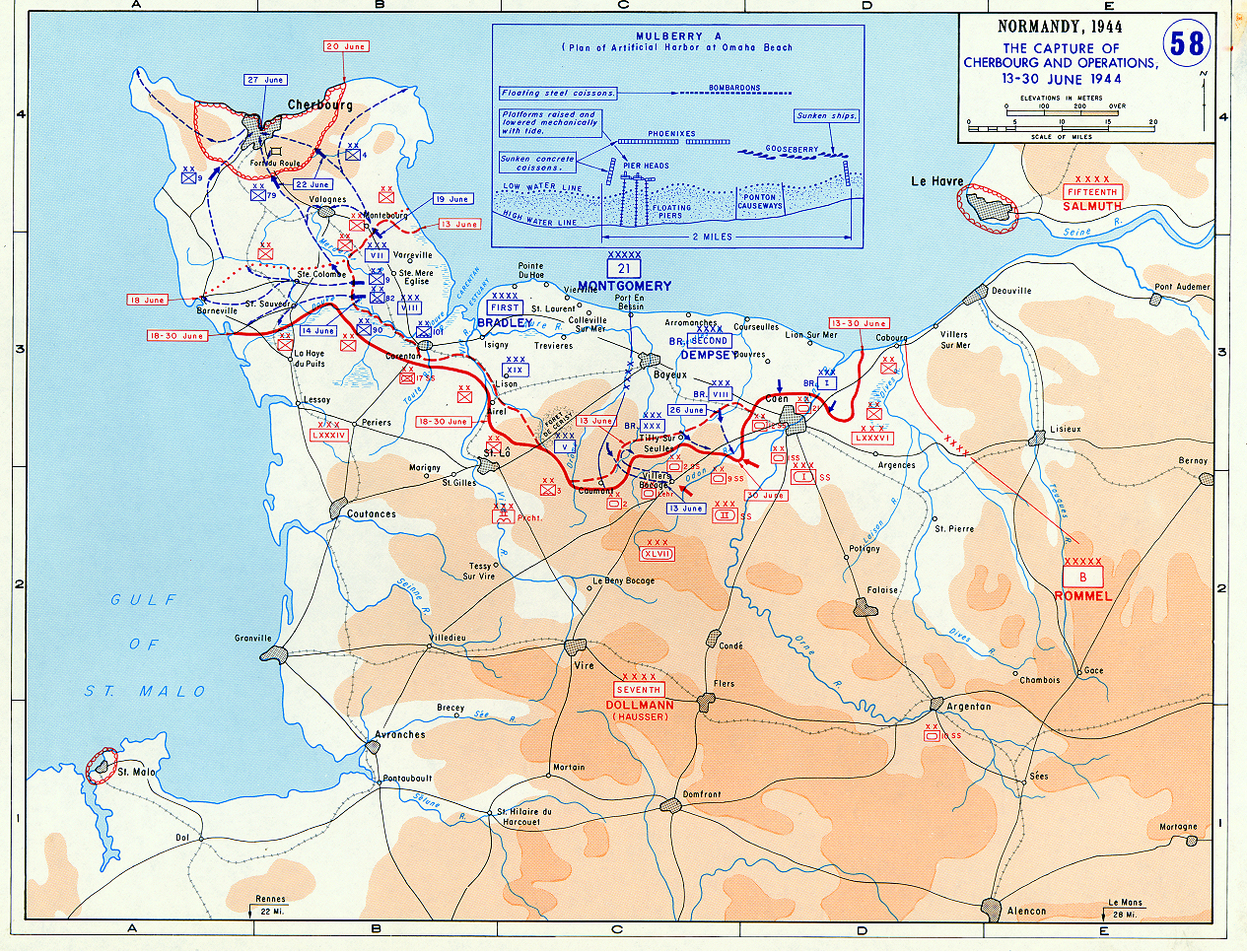
Verlauf der Kämpfe in der Normandie Juni 1944

Für den 6. Juni 1944 hatte Dollmann ein Kriegsspiel in Rennes angeordnet. Er selbst wie auch seine Korps- und Divisionskommandeure befanden sich deshalb nicht bei ihren Verbänden, als die alliierte Landung in der Normandie im Bereich der 7. Armee begann. Da auch Rommel abwesend war, war Dollmann zunächst Leiter der deutschen Gegenoperationen. Er versuchte einen Gegenschlag mit der 21. Panzer-Division zu organisieren, der jedoch nichts auszurichten vermochte. Dollmann befahl nun Generalleutnant Fritz Bayerlein, dessen Panzer-Lehr-Division um 17:00 Uhr zur Front zu verlegen. Bayerlein protestierte zwar, weil ein Marsch bei Tageslicht die alliierte Luftwaffe geradezu einladen musste, seine Division zu dezimieren, doch Dollmann bestand auf seinem Befehl. Als Folge verlor die Division in den nächsten Stunden fünf Panzer, 40 Tanklaster und 84 weitere Fahrzeuge durch alliierte Luftangriffe und war am Morgen des 7. Juni nicht zum Gegenangriff einsatzbereit. Dieser verzögerte sich unter anderem deshalb bis zum 9. Juni und wurde dann abgewehrt.
Nachdem die Panzer-Divisionen der Panzergruppe West unterstellt worden waren, war Dollmanns 7. Armee nur noch für den linken Flügel der Invasionsfront verantwortlich. Sie verfügte dort über 16 Divisionen und fünf Korpskommandos, musste allerdings schon am 21. Juni 1944 melden, dass deren Versorgung nicht mehr sichergestellt werden könne.
Die deutschen Verbände leisteten zwar energischen Widerstand, konnten den Vormarsch der anglo-amerikanischen Truppen jedoch nur verlangsamen. Dollmann zögerte nicht, seine Soldaten durch die Androhung schärfster Strafen zu disziplinieren. Ein Soldat, „der aus der vorderen Linie ohne Handwaffe zurückkommt … [ist] wegen Feigheit sofort vor ein Kriegsgericht zu stellen.“
Am 18. Juni wurde der strategisch wichtige Hafen von Cherbourg abgeschnitten, das die Deutschen zur Festung erklärt hatten. Sie war zwar gut versorgt, aber der ständige schwere Artilleriebeschuss von Land und See her sowie die ständigen Luftangriffe ermöglichten den amerikanischen Bodentruppen ein unaufhaltsames Vorrücken auf die Stadt. Deshalb kapitulierte ihr Kommandeur Generalleutnant Karl-Wilhelm von Schlieben am Mittag des 26. Juni 1944 (Schlacht um Cherbourg). Hitler war über den Verlust außer sich; Generalfeldmarschall Wilhelm Keitel, Chef des OKW, leitete eine Untersuchung ein. Am 29. Juni traf Hitler in Berchtesgaden mit Rundstedt und Rommel zusammen und verlangte, dass Dollmann wegen des Verlustes von Cherbourg vor ein Kriegsgericht gestellt werden sollte. Als sich Rundstedt dem widersetzte, verlangte Hitler zumindest eine Enthebung Dollmanns von seinem Kommando, was Rommel ablehnte. Erst als die Generalfeldmarschälle nach der Besprechung gegangen waren, rief Hitler in Le Mans an und ersetzte Dollmann durch SS-Obergruppenführer Paul Hausser.

#### Todesumstände
Die genauen Todesumstände Dollmanns am 28. Juni sind umstritten. Offenbar kehrte er von einer Frontfahrt zurück, wobei sein Fahrzeug von alliierten Jagdbombern angegriffen wurde. Er musste sein Fahrzeug verlassen und eilte zu Fuß zum Gefechtsstand der Armee. Kurz nachdem er ihn erreicht hatte, erlitt er gegen 10:00 Uhr morgens einen Herzinfarkt. Bedingt war dies vermutlich durch seinen schlechten Gesundheitszustand, ständige Überarbeitung seit dem 6. Juni und Sorgen wegen der angekündigten Untersuchung. In dieser Version der Ereignisse ist zweifelhaft, ob Dollmann von seiner Kommandoenthebung überhaupt erfahren hatte.

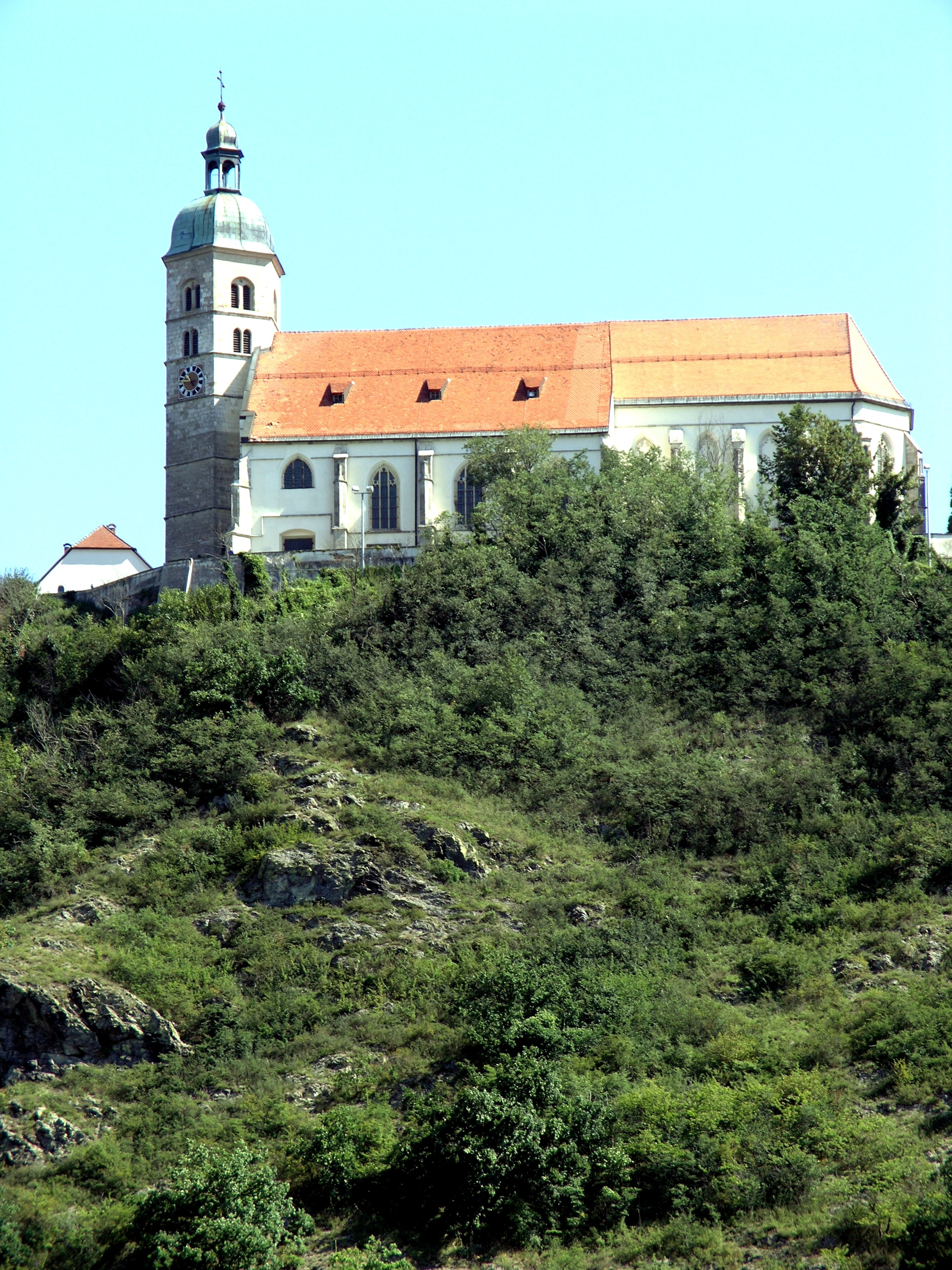
Die Wallfahrtskirche auf dem Bogenberg

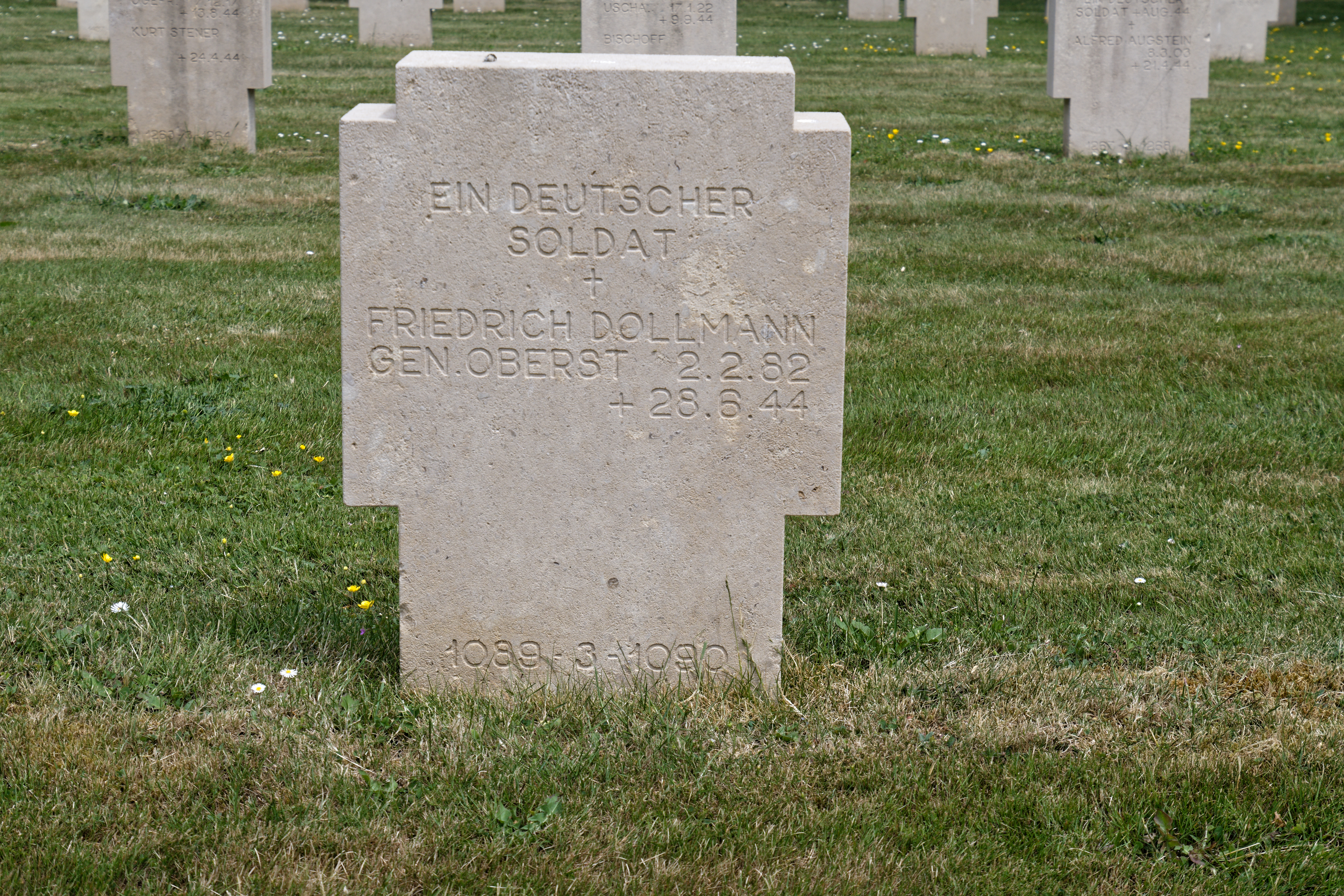
Sein Grab auf dem Soldatenfriedhof Champigny St. André

Die Todesursache Herzinfarkt findet sich sowohl in Dollmanns Personalakte als auch in einigen Memoiren, wie zum Beispiel von Rommels Stabschef Generalleutnant Hans Speidel. Eine andere Version ist diejenige von Max-Josef Pemsel, Dollmanns letztem Stabschef. Dieser schrieb 1974, Dollmann habe zunächst in einem Fernschreiben an Hitler seine Unschuld am Fall Cherbourgs beteuert, sich anschließend um 3:00 Uhr nachts von seinem Stab verabschiedet und dann auf dem Gefechtsstand der Armee Suizid begangen.
2003 wurde die These aufgestellt, Dollmann könnte von Hitler zum Suizid gezwungen worden sein, wie später auch Rommel. Der örtliche Gauleiter Fritz Wächtler habe sich in diesem Zusammenhang geweigert, zur Trauerfeier des Generals zu erscheinen. Vielmehr habe er die Familie des Generals überwachen lassen und ihr mit Verhaftung gedroht.
Der Historiker Peter Lieb bezeichnete dies 2007 als „wenig überzeugend“.
Friedrich Dollmann wurde am 2. Juli 1944 in Paris beigesetzt, wobei die Generalfeldmarschälle Rundstedt, Rommel und Sperrle anwesend waren. Am selben Tag erhielt er postum das Eichenlaub zum Ritterkreuz (Nr. 518). Im niederbayerischen Bogen, wo die Familie Dollmann lebte, hielt Generalfeldmarschall Ritter von Leeb, Dollmanns Vorgesetzter im Jahre 1940, die Trauerrede. Später wurde der Leichnam des Generals auf den deutschen Soldatenfriedhof Champigny-la-Futelaye in der Normandie überführt. An der Wallfahrtskirche Bogenberg in Niederbayern befindet sich eine Gedenktafel für Friedrich Dollmann.
Rommels Stabschef Hans Speidel schrieb nach dem Krieg über ihn: „Hitlers Methoden hatten ihn schwer verletzt, als Soldaten und als Mensch.“